# Agustinia
Az Agustinia a sauropoda dinoszauruszok egyik neme, amely a kora kréta korban élt Dél-Amerika területén. Mint szinte minden ismert sauropoda, négy lábon járó növényevő volt. Bár más testpáncélzatot viselő sauropodák is ismertté váltak, az Agustinia páncélzata egyedinek számít. Egy sor széles, függőleges tüskét és lemezt viselt, valamelyest a rokonságába nem tartozó Stegosaurushoz hasonlóan.

## Anatómia
A páncélzattól eltekintve nagyon kevés tudás áll rendelkezésre az Agustinia anatómiájáról. Csak töredékes maradványai kerültek elő. A csigolyatöredékek a hát, a csípő és a farok területéről származnak, a csigolyákhoz pedig kilenc különös formájú lemez vagy tüske kapcsolódik. A hátsó láb alsó részének darabjaira, egy körülbelül 89,5 centiméter hosszú szárkapocscsontra, egy sípcsontra és öt lábközépcsontra szintén rátaláltak. A lelőhelyen előkerült a combcsont is, de a begyűjtéshez túlságosan töredezett volt. A rokonságába tartozó dinoszauruszok megfelelő csontjával való összehasonlítás alapján az Agustinia hossza nagyjából 15 méter lehetett.

## Felfedezés és elnevezés
Az Agustinia az argentínai Neuquén tartományból, a Lohan Cura-formációból származik, ami a kora kréta korban, az apti–albai korszakban, mintegy 116–100 millió évvel ezelőtt keletkezett.
Az Agustinia név a példány felfedezőjére, Agustin Martinellire utal, és az ismert argentin őslénykutató, José Bonaparte jelentette meg 1998-ban. Az eredeti név, az Augustia, mint később kiderült, már le volt foglalva egy bogár számára (lásd még: Megapnosaurus, Protognathosaurus). Bonaparte egy 1999-ben megjelent cikkben megváltoztatta a nevet Agustiniára és bemutatta az Agustiniidae családot. Ennek egyetlen elnevezett faja az A. ligabuei, melynek neve Dr. Giancarlo Ligabue-re, az olasz filantrópra utal, aki anyagi támogatást nyújtott a maradványokat feltáró expedíciónak.

## Osztályozás
Szokatlan tulajdonságai miatt az Agustiniát eredetileg a saját családjába, az Agustiniidae-be sorolták be. Ezt a családnevet széles körben nem fogadták el. Az Agustiniát töredékes természete, valamint a diplodocoideákra és a titanosaurusokra egyaránt emlékeztető tulajdonságai miatt nehéz besorolni. Mindkét csoport ismert a kora kréta kori Argentínából, így az Agustinia bármelyikükkel rokonságban állhat, de amíg teljesebb maradványai nem kerülnek elő, nehéz eldönteni hová tartozik.

## Fordítás
- Ez a szócikk részben vagy egészben az Agustinia című angol Wikipédia-szócikk ezen változatának fordításán alapul.  Az eredeti cikk szerkesztőit annak laptörténete sorolja fel. Ez a jelzés csupán a megfogalmazás eredetét és a szerzői jogokat jelzi, nem szolgál a cikkben szereplő információk forrásmegjelöléseként.

## Külső hivatkozások
- Agustinia ligabuei. Dinodata. (Hozzáférés: 2010. november 26.)